# Архиепархия Кванджу
Архиепархия Кванджу (лат. Archidioecesis Kvangiuensis) — архиепархия Римско-Католической церкви с центром в городе Кванджу, Южная Корея. В митрополию Кванджу входят епархии Чеджу и Чонджу.

## История
13 апреля 1937 года Римский папа Пий XI выпустил буллу Quidquid Christi Evangelio, которой учредил апостольскую префектуру Kwoszu, выделив её из апостольского викариата Тайку (сегодня — Архиепархия Тэгу). 12 июля 1950 года апостольская префектура переименована в Кванджу.
21 января 1957 года Римский папа Пий XII выпустил буллу Nil gratius, которой преобразовал апостольскую префектуру Кванджу в апостольский викариат.
10 марта 1962 года Римский папа Иоанн XXIII издал буллу Fertile Evangelii semen, которой возвёл апостольский викариат Кванджу в ранг архиепархии.
28 июня 1971 года архиепархия Кванджу передала часть своей территории для возведения новой апостольской префектуры Чеджу (сегодня — Епархия Чеджу).

## Ординарии архиепархии
- священник Owen MacPolin (13.04.1937 — † 1942)
- священник Patrizio Tommaso Brennan (12.11.1948 — † 1952)
- архиепископ Harold William Henry (1954 — 28.06.1971), назначен апостольским администратором Чеджу
- архиепископ Peter Han Kong-ryel (28.06.1971 — † 7.03.1973)
- архиепископ Victorinus Youn Kong-hi (25.10.1973 — 30.11.2000)
- архиепископ Andreas Choi Chang-mou (30.11.2000 — 25.03.2010)
- архиепископ Hyginus Kim Hee-joong (с 25 марта 2010 года)

## Источник
- Annuario Pontificio, Libreria Editrice Vaticana, Città del Vaticano, 2003, ISBN 88-209-7422-3
- Булла Quidquid Christi Evangelio Архивная копия от 14 июня 2010 на Wayback Machine, AAS 29 (1937), стр. 417  (лат.)
- Булла Nil gratius Архивная копия от 27 марта 2010 на Wayback Machine, AAS 49 (1957), стр. 704  (лат.)
- Булла Fertile Evangelii semen Архивная копия от 27 марта 2010 на Wayback Machine, AAS 54 (1962), стр. 552  (лат.)